# El pescador (Sorolla)
El pescador es un cuadro realizado por el pintor español Joaquín Sorolla en el año 1904. La obra fue pintada en la playa valenciana de Cabañal y muestra en primer plano la figura de un muchacho que transporta en una cesta la pesca realizada a lo largo del día.
Se trata de una composición en la que destaca la luminosidad del conjunto en el que predominan los tonos azul y rosa. La figura principal se muestra en diagonal por encima de las rodillas, lleva el torso desnudo y un sombrero le protege la cara del implacable sol. Sostiene con el brazo izquierdo un cesto de mimbre cubierto por un lienzo de tela que mueve el viento caprichosamente, dejando al descubierto la pesca. En el fondo está el mar y unos niños que juegan con las olas. 
Se ha querido ver en esta obra, como en otras del artista, la influencia de la fotografía y de hecho Sorolla trabajó durante unos años de su juventud en el estudio del fotógrafo Antonia García Peris, entablando una relación con su hija Clotilde, que acabaría por convertirse en su esposa.[cita requerida]
El cuadro formó parte de la primera exposición internacional del pintor que se celebró en la galería Georges Petit de París en 1906 y ha permanecido desde entonces en manos de coleccionistas privados.Este cuadro se ha reproducido en varias ocasiones. Por lo que es ciertamente conocido.
En el año 2010 fue expuesto en Nueva York, Moscú, Barcelona y Madrid, siendo subastado el 23 de noviembre por la casa Sotheby's, alcanzado el precio de 3.6 millones de euros.